# Juha Hakola
Juha Hakola (Espoo, 27 ottobre 1987) è un calciatore finlandese, attaccante del PPJ.

## Carriera

### Nazionale
Dopo aver partecipato ai campionati europei Under-21 nel 2009, ha esordito con la nazionale maggiore il 5 febbraio 2009 in una partita amichevole contro il Portogallo.

## Palmarès

### Club

#### Competizioni nazionali
- Coppa d'Estonia: 2

Flora Tallinn: 2007-2008, 2008-2009
- Coppa di Lega ungherese: 1

Ferencváros: 2012-2013